# Just Dance 2025 Edition
Just Dance 2025 Edition è il sedicesimo capitolo della serie principale Just Dance, nonché il secondo ad essere rilasciato esclusivamente come contenuto scaricabile che funge da pass di espansione della 2023 Edition, sviluppato da Ubisoft. È stato annunciato il 18 giugno 2024 alla presentazione online Ubisoft Forward 2024 a Parigi.
Il titolo è disponibile a partire dal 15 ottobre 2024 per PlayStation 5, Xbox Series X/S, Nintendo Switch.

## Tracce
Nel gioco sono presenti 41 canzoni.
| Titolo                                   | Artisti                                 | Difficoltà        | Anno | Modalità  | Ballerino/i |
| ---------------------------------------- | --------------------------------------- | ----------------- | ---- | --------- | ----------- |
| Bang Bang! (My Neurodivergent Anthem)    | Galantis                                | Medio             | 2020 | Solo      | ♂️          |
| Basket Case                              | Green Day                               | Facile (G1)       | 1994 | Trio      | ♂️/♂️/♂️    |
| Basket Case                              | Green Day                               | Medio (G2)        | 1994 | Trio      | ♂️/♂️/♂️    |
| Basket Case                              | Green Day                               | Difficile (G3)    | 1994 | Trio      | ♂️/♂️/♂️    |
| Break Up with Your Girlfriend, I'm Bored | Ariana Grande                           | Medio             | 2019 | Solo      | ♀️          |
| Calabria 2007                            | Enur ft. Natasja                        | Facile            | 2007 | Trio      | ♂/♀/♂       |
| Chattahoochee                            | Alan Jackson                            | Medio             | 1992 | Quartetto | ♂/♀/♀/♂     |
| Control Response                         | Hyper                                   | Facile            | 2020 | Solo      | ♂️          |
| Dubidubidu (Chipi Chipi Chapa Chapa)     | Christell                               | Facile            | 2003 | Solo      | ♀️          |
| Espresso                                 | Sabrina Carpenter                       | Medio             | 2024 | Solo      | ♀️          |
| Exes                                     | Tate McRae                              | Difficile         | 2023 | Solo      | ♀️          |
| Halloween's Here                         | The Just Dance Band                     | Facile            | 2024 | Quartetto | ♀/♀/♂/♂     |
| In the Shadows                           | The Rasmus                              | Medio             | 2003 | Solo      | ♂️          |
| In Your Eyes (Remix)                     | The Weeknd ft. Doja Cat                 | Medio             | 2020 | Solo      | ♀️          |
| Lovin on Me                              | Jack Harlow                             | Difficile         | 2023 | Solo      | ♂️          |
| Lunch                                    | Billie Eilish                           | Medio             | 2024 | Solo      | ♀️          |
| Mi gente lo siente                       | Gotopo & Don Elektron                   | Facile            | 2024 | Trio      | ♀/♂/♂       |
| Move Your Body                           | The Sunlight Shakers                    | Facile            | 2024 | Solo      | ♂️          |
| My Heart Will Go On                      | Céline Dion                             | Medio             | 1997 | Duetto    | ♀/♂         |
| One Last Time                            | Ariana Grande                           | Medio             | 2015 | Solo      | ♀️          |
| Padam Padam                              | Kylie Minogue                           | Difficile         | 2023 | Solo      | ♀️          |
| Paint the Town Red                       | Doja Cat                                | Facile            | 2023 | Solo      | ♀️          |
| Party in the U.S.A.                      | Miley Cyrus                             | Facile            | 2009 | Solo      | ♀️          |
| Payphone                                 | Maroon 5 ft. Wiz Khalifa                | Medio             | 2012 | Duetto    | ♂/♀         |
| Pink Venom                               | Blackpink                               | Medio             | 2022 | Quartetto | ♀/♀/♀/♀     |
| Play Date                                | Melanie Martinez                        | Medio             | 2015 | Solo      | ♀️          |
| Poker Face                               | Lady Gaga                               | Difficile (G1/G3) | 2008 | Trio      | ♂/♀/♂       |
| Poker Face                               | Lady Gaga                               | Medio (G2)        | 2008 | Trio      | ♂/♀/♂       |
| Sleigh Ride (*)                          | Mrs. Claus and the Elves (The Ronettes) | Facile            | 1963 | Solo      | ♀️          |
| Something I Can Feel                     | Mandy Harvey                            | Difficile         | 2022 | Solo      | ♀️          |
| SpongeBob's Birthday (D)                 | Groove Century                          | Facile            | 2024 | Duetto    | ♂/♂         |
| Stop This Fire                           | Nius                                    | Facile            | 2024 | Solo      | ♀️          |
| Sunlight                                 | The Just Dance Band                     | Medio             | 2024 | Duetto    | ♀/♂         |
| Sweet Melody (D)                         | Little Mix                              | Medio             | 2020 | Solo      | ♀️          |
| The Boy Is Mine                          | Ariana Grande                           | Facile            | 2024 | Solo      | ♂️          |
| The Lion Sleeps Tonight (Wimoweh)        | The Tokens                              | Facile            | 1961 | Solo      | ♂️          |
| Training Season                          | Dua Lipa                                | Medio             | 2024 | Solo      | ♀️          |
| Unstoppable                              | Sia                                     | Medio             | 2016 | Solo      | ♂️          |
| Vogue                                    | Madonna                                 | Medio             | 1990 | Solo      | ♀️          |
| We Can't Be Friends (Wait for Your Love) | Ariana Grande                           | Facile            | 2024 | Solo      | ♀️          |
| Whenever, Wherever                       | Shakira                                 | Facile            | 2001 | Solo      | ♀️          |
| Yeah!                                    | Usher ft. Lil Jon                       | Difficile         | 2004 | Solo      | ♂️          |
| Yes, And?                                | Ariana Grande                           | Facile (G1/G3)    | 2024 | Trio      | ♀/♀/♂       |
| Yes, And?                                | Ariana Grande                           | Medio (G2)        | 2024 | Trio      | ♀/♀/♂       |
| You Love Who You Love                    | Zara Larsson                            | Difficile         | 2024 | Solo      | ♀️          |

- Un "(*)" indica che la canzone è una cover.
- Un "(D)" indica che la canzone è stata resa disponibile nella versione demo del gioco.

## Versioni alternative
Sono disponibili le versioni alternative di 11 canzoni.
| Titolo              | Artisti           | Difficoltà | Anno | Modalità                       | Ballerino/i |
| ------------------- | ----------------- | ---------- | ---- | ------------------------------ | ----------- |
| Basket Case         | Green Day         | Facile     | 1994 | Solo (Versione Vasca da Bagno) | ♀️          |
| Espresso            | Sabrina Carpenter | Facile     | 2024 | Trio (Versione Hair Salon)     | ♀/♀/♀       |
| Lovin on Me         | Jack Harlow       | Facile     | 2023 | Trio (Versione Moo)            | ♂/♀/♀       |
| One Last Time       | Ariana Grande     | Estremo    | 2015 | Solo (Versione Estrema)        | ♀️          |
| Paint the Town Red  | Doja Cat          | Estremo    | 2023 | Solo (Versione Estrema)        | ♀️          |
| Party in the U.S.A. | Miley Cyrus       | Difficile  | 2009 | Duetto (Versione Night Parade) | ♂/♂         |
| Pink Venom          | Blackpink         | Estremo    | 2022 | Solo (Versione Estrema)        | ♀️          |
| Poker Face          | Lady Gaga         | Facile     | 2008 | Solo (Versione Magica)         | ♀️          |
| Unstoppable         | Sia               | Medio      | 2016 | Solo (Versione Boxing)         | ♀️          |
| Vogue               | Madonna           | Medio      | 1990 | Solo (Versione Ballroom)       | ♀️          |
| Whenever, Wherever  | Shakira           | Facile     | 2001 | Solo (Versione di Woolly)      | ♂️          |

## Just Dance+
Successore della piattaforma Just Dance Unlimited, permette di accedere ad alcuni brani provenienti dai precedenti capitoli Just Dance assieme ad alcune esclusive che verranno aggiunte nel tempo. Ogni copia del gioco ha un mese di prova gratuita.